# هربرت داکینز
هربرت داکینز (انگلیسی: Herbert Dodkins; ۲۰ دسامبر ۱۹۲۹ – ۱۸ ژانویهٔ ۲۰۱۴) بازیکن فوتبال اهل بریتانیا بود.
از باشگاه‌هایی که در آن بازی کرده‌است می‌توان به تیم فوتبال المپیک بریتانیای کبیر اشاره کرد.
وی همچنین در تیم ملی فوتبال تیم فوتبال المپیک بریتانیای کبیر بازی کرده‌است.